# دان جاكسون
دان جاكسون (بالإسبانية: Dan Jackson)‏ هو لاعب كرة قدم كوستاريكي في مركز حراسة المرمى، ولد في 24 أكتوبر 1993 في سان خوسيه في كوستاريكا. لعب مع نادي كولورادو سبرينغس.